# Cornulariidae
Cornulariidae es una familia de corales marinos que pertenecen al suborden Stolonifera, dentro de la subclase Octocorallia. 
Enmarcados comúnmente entre los corales blandos, ya que carecen de esqueleto, como los corales duros del orden Scleractinia, por lo que no son corales hermatípicos. 
Son octocorales que comparten la característica de tener pólipos cortos individuales, del mismo tamaño, y retráctiles, conectados por estolones. La conexión de los estolones de los corales forma una red de pólipos, a través de una materia adherida al sustrato. 
Se caracterizan, y diferencian de la próxima familia Clavulariidae, en que, tanto los estolones, como el antostele, o cuerpo del pólipo, están recubiertos de una sustancia quitinosa, que permite retraer y proteger el antocodio, o parte apical del pólipo. Carecen de espículas de calcita, o escleritos, en sus tejidos, como la mayoría de octocorales.
Las especies incluidas en esta familia se reproducen asexualmente, mediante crecimiento desde el estolón.

## Géneros
El Registro Mundial de Especies Marinas acepta los siguientes géneros:
- Cervera. López-González, Ocaña, García-Gómez & Nuñez, 1995
- Cornularia. Lamarck, 1816